# Verstauchung

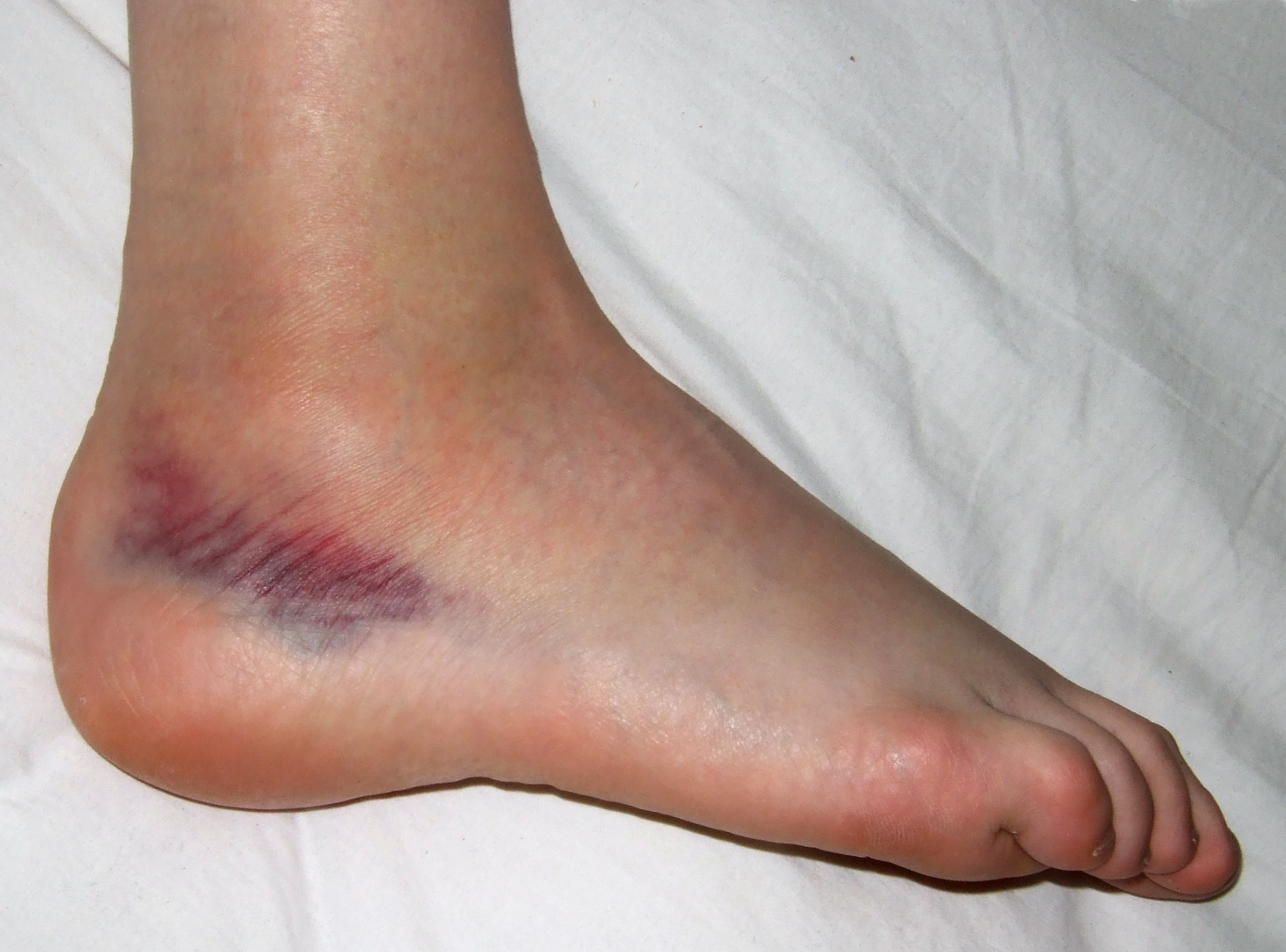
Leicht verstauchter Knöchel nach zwei Tagen

Eine Verstauchung oder Distorsion (lat. Verdrehung) ist eine Verletzung eines Bandes (Ligamentum) oder einer Gelenkkapsel, bei der die Kollagenfasern dieser Strukturen stark überdehnt werden.
Betroffene Stellen sind meistens Handgelenk, Fuß oder Knie, am häufigsten tritt eine Verstauchung nach einer gewaltsamen Überdehnung des Sprunggelenks (als Supinationstrauma) auf. Auch die Halswirbelsäule (HWS) kann von einer Verstauchung betroffen sein, wenn durch einen Autounfall der Kopf ruckartig nach vorne oder nach hinten geschleudert wird. Derartige Verletzungen werden als Schleudertrauma beziehungsweise HWS-Distorsion bezeichnet.
Ein Anschwellen, oft mit einem Bluterguss, ist Folge einer Verstauchung. Eine Bänderzerrung kann sehr schmerzhaft sein. Hinweise auf eine Verstauchung können daher Schmerzen (vor allem bei entsprechender Bewegung), Schwellung oder/und eine Blauverfärbung, die oft von einem Bluterguss herrührt, sein. Bei einem Bänderriss kommt es zu einem plötzlichen, stechenden Schmerz; ein Kapselriss führt meist zu einem stechenden Schmerz, der im weiteren Verlauf in einen pulsierenden Schmerz übergeht.
Als erste Hilfe erfolgt eine Behandlung durch
- Kühlen (entzündungshemmend, schmerzlindernd),
- Ruhigstellen (Reizminderung) und
- Hochlagern (abschwellender Effekt)

des Gelenks. Auch ein Kompressionsverband kann angelegt werden (siehe dazu PECH-Regel).
Die HARM-Regel schreibt vor, in den ersten 72 Stunden nach der Verletzung alles zu vermeiden, was eine Blutung oder Schwellung verstärken könnte. Vermieden werden sollten demnach Hitze (etwa Bäder, Saunagänge, Wärmflasche), Alkohol, übermäßige Bewegung und Massagen. Die vier Buchstaben stehen für die englischsprachigen Worte heat, alcohol, running, massage.
Es muss überprüft werden, ob die Bänder in ihrer Kontinuität verletzt wurden.
Beim Fuß sind am häufigsten die Außenbänder gerissen. Jedoch nehmen nur geschätzte 50 % der Patienten mit akuter Außenbandverletzung ärztliche Hilfe in Anspruch und werden somit adäquat behandelt.
Auch leichtere Bandverletzungen führen oft zu einer chronischen Gelenkinstabilität, wobei sich dann eine Reihe von Verletzungen im Laufe der Jahre zu einem ausgeprägten Schlottergelenk zusammenfinden. Das mündet dann häufig schon in jungem Alter in einer posttraumatischen Arthrose, und das meistens bei sportlich aktiven Menschen. Orthopäden empfehlen, besser öfter, als man es für nötig hält, einen Unfallchirurgen oder Orthopäden aufzusuchen. Ein Nicht-Mediziner ist kaum in der Lage, zwischen leichten und schwereren Verletzungen zu unterscheiden.